# 佐藤璃果
佐藤 璃果（さとう りか、2001年〈平成13年〉8月9日 - ）は、日本のアイドルであり、女性アイドルグループ乃木坂46のメンバーである。岩手県出身。乃木坂46合同会社所属。

## 略歴
2001年（平成13年）8月9日生まれ。
2018年（平成30年）8月19日、『坂道合同新規メンバー募集オーディション』に合格。同年11月から12月にかけて、オーディション合格者39名のうち21名の配属先が発表されたが、佐藤を含む残りのメンバーはグループに配属されず、2019年9月から坂道研修生として活動を開始した。
2020年（令和2年）2月16日、SHOWROOM配信で乃木坂46への配属が発表され、佐藤は坂道研修生から同時に乃木坂46へ配属となった、黒見明香、林瑠奈、松尾美佑、弓木奈於と共に、乃木坂46「新4期生」と位置付けられ、2018年から既に4期生として活動していたメンバーら11名に合流する形となった。2月21～24日にかけてナゴヤドームで開催された乃木坂46「8th YEAR BIRTHDAY LIVE」の最終日において、佐藤ら新4期生のお披露目が行われた。
2022年（令和4年）8月9日、21歳の誕生日に自身のInstagramアカウントを開設。9月から10月にかけて上演された舞台『女の友情と筋肉 THE MUSICAL』で舞台初出演。
2023年（令和5年）2月20日、32ndシングル『人は夢を二度見る』において初めて選抜メンバーに選ばれることが発表された。同年5月27日、地元の岩手県一関市で開催された『TGC teen ICHINOSEKI 2023』に出演した。
2024年（令和6年）4月18日より放送されたバラエティ番組『あざとくて何が悪いの?』（テレビ朝日）内の連続ドラマ企画にてテレビドラマに初出演。同年6月1日、岩⼿県一関市で開催された『TGC teen ICHINOSEKI 2024』に出演、初めてランウェイを歩いた。

## 人物
愛称は、りかちゃん。兄が1人いる。
坂道グループで初の岩手県出身。NHK盛岡放送局の『Iwateen』や『おつまみラジオ』、一関市で開催された『TGC teen ICHINOSEKI』への出演など、地元での活動も精力的に行っている。
アイドルになるために高等専門学校から高校に編入している。2021年3月に高校を卒業した。
特技はトランペット、ピアノ、肩の柔らかさ 、UFOキャッチャー。

### 乃木坂46
キャッチフレーズは「国語、数学、理科、社会、皆さんが好きなのはー!?璃果〜!!」。
好きなメンバーは西野七瀬、堀未央奈、鈴木絢音、久保史緒里。仲の良いメンバーは掛橋沙耶香。
乃木坂46で好きな楽曲は「もう少しの夢」。

## 作品

### シングル
乃木坂46
- 世界中の隣人よ（2020年5月25日）[28]
- Out of the blue（2021年1月27日、SRCL-11686/7） - EAN 4547366487282。
- 猫舌カモミールティー（2021年6月9日、SRCL-11844） - EAN 4547366507300。
- マシンガンレイン（2021年9月22日、SRCL-11880/1） - EAN 4547366522303。
- 他人のそら似（2021年9月22日、SRCL-11888） - EAN 4547366522334。
- 価値あるもの（2022年3月23日、SRCL-12100/1) - EAN 4547366549058。
- 届かなくたって…（2022年3月23日、SRCL-12104/5） - EAN 4547366549072。
- Under's Love（2022年8月31日、SRCL-12210/8） - EAN 4547366571950。
- ジャンピングジョーカーフラッシュ（2022年8月31日、SRCL-12212/3） - EAN 4547366571967。
- 悪い成分（2022年12月7日、SRCL-12330/8） - EAN 4547366590166。
- 人は夢を二度見る（2023年3月29日、SRCL-12480/8） - EAN 4547366607307。
- 僕たちのサヨナラ（2023年3月29日、SRCL-12480/8） - EAN 4547366607307。
- 踏んでしまった（2023年8月23日、SRCL-12620/8） - EAN 4547366626612。
- 思い出が止まらなくなる（2023年12月6日、SRCL-12630/8） - EAN 4547366650990。
- 車道側（2024年4月10日、SRCL-12850/8） - EAN 4547366669053。
- 落とし物（2024年8月21日、SRCL-12950/1） - EAN 4547366693973。
- それまでの猶予（2024年12月18日、SRCL-13078） - EAN 4547366716610。
- 懐かしさの先（2025年2月3日）
- 交感神経優位（2025年3月26日、SRCL-13220/1） - EAN 4547366731125。
- 不道徳な夏（2025年7月30日、SRCL-13374/5） - EAN 4547366755992。

### アルバム
乃木坂46
- Time flies（2021年12月15日、SRCL-12020/30） - EAN 4547366534184。

### 映像作品
- 乃木坂46 8th YEAR BIRTHDAY LIVE 2020.2.21-24 NAGOYA DOME（2020年12月23日） - EAN 4547366482812。
- ノギザカスキッツ 第1巻（2021年1月8日） - EAN 4988021718264, EAN 4988021140508。
- NOGIZAKA46 Mai Shiraishi Graduation Concert 〜Always beside you〜（2021年3月10日） - EAN 4547366491104。
- ノギザカスキッツ 第2巻（2021年4月2日） - EAN 4988021718271, EAN 4988021140515。
- ノギザカスキッツACT2 第1巻（2021年7月30日） - EAN 4988021718608, EAN 4988021140829。
- ノギザカスキッツACT2 第2巻（2021年10月22日） - EAN 4988021718615, EAN 4988021140836。
- 乃木坂スター誕生! 第1巻（2022年1月14日） - EAN 4988021718738, EAN 4988021140980。
- 乃木坂スター誕生! 第2巻（2022年4月22日） - EAN 4988021718745, EAN 4988021140997。
- 乃木坂46 9th YEAR BIRTHDAY LIVE 5DAYS（2022年6月8日） - EAN 4547366541441, EAN 4547366541465。
- 乃木坂スター誕生!2 第1巻（2022年7月22日） - EAN 4988021718974, EAN 4988021141550。
- 乃木坂スター誕生!2 第2巻（2022年10月28日） - EAN 4988021718981, EAN 4988021141567。
- 乃木坂46 真夏の全国ツアー2021 FINAL! IN TOKYO DOME（2022年11月16日） - EAN 4547366576009, EAN 4547366576016。
- 乃木坂46 10th YEAR BIRTHDAY LIVE（2023年2月22日） - EAN 4547366594324, EAN 4547366594447。
- さ〜ゆ〜Ready?さゆりんご軍団ライブ / 松村沙友理 卒業コンサート（2023年4月26日）[29]
- 生田絵梨花 卒業コンサート（2023年4月26日）[29]
- NOGIZAKA46 ASUKA SAITO GRADUATION CONCERT（2023年10月25日） - EAN 4547366631012, EAN 4547366631098。
- 乃木坂46 11th YEAR BIRTHDAY LIVE 5DAYS（2024年2月21日） - EAN 4547366660128, EAN 4547366660135。
- MIZUKI YAMASHITA GRADUATION CONCERT（2024年10月2日） - EAN 4547366701180, EAN 4547366701227。
- 乃木坂46 12th YEAR BIRTHDAY LIVE（2025年2月12日） - EAN 4547366722253。

## 出演

### バラエティ番組
- 東京パソコンクラブ[30]
  - 〜プログラミング女子のゼロからゲーム作り〜（2023年6月3日 - 2025年3月22日、BSテレ東）ナレーション[31]
  - 〜女子だけのゲーム秘密組織〜（2025年4月5日 - 、テレビ東京[注 1]）ナレーション[32]
- Iwateen「りか☆実験室」（2024年3月16日 - 、NHK総合（盛岡放送局））不定期出演[20]
- あざとくて何が悪いの?（2024年4月19日 - 2024年6月28日、テレビ朝日）あざと連ドラ・芦澤環希 役[33][34]

### ラジオ
- おつまみラジオ（2021年10月13日 - 2023年3月8日 、NHKラジオ第1（盛岡放送局））月1ゲスト[21][35]
- らじらー! サンデー（2022年7月24日 - 2024年3月24日、NHKラジオ第1）偶数週の日曜日レギュラー[36]

### 舞台
- 女の友情と筋肉 THE MUSICAL（2022年9月16日 - 25日、東京：品川プリンスホテルステラボール / 10月1日 - 2日、大阪：COOL JAPAN PARK OSAKA TTホール）手塚アンリ 役[10]
- オッドタクシー 金剛石は傷つかない（2023年11月8日 - 12日、東京：シアター1010 / 11月15日、福岡：福岡市民会館 / 11月17日、大阪：サンケイホールブリーゼ / 11月25日 - 26日、神奈川：海老名市文化会館 大ホール）和田垣さくら 役[37][38]

## 書籍

### 雑誌連載
- EX大衆（2021年7月15日 - 2023年4月14日 、双葉社）乃木坂の星[注 2]